# 赫诺克·亚伯拉罕松
赫诺克·亚伯拉罕松（瑞典語：Henock Abrahamsson，1909年10月29日—1958年4月23日），瑞典男子足球运动员，司职守门员。他曾代表瑞典国家队参加1938年国际足联世界杯，结果队伍获得第四名。